# Agropyron cristatum subsp. pectinatum
Sous-espèce
Agropyron cristatum subsp. pectinatum, le chiendent pectiné, est une sous-espèce de plantes monocotylédones de la famille des Poaceae, originaire d'Eurasie.
Cette sous-espèce est parfois considérée comme un synonyme d'Agropyron cristatum.
C'est une plante herbacée vivace, cespiteuse, résistante à la sécheresse, qui s'établit en peuplements denses, monospécifiques, qui tendent à supplanter la végétation indigène. Elle est souvent cultivée comme plante fourragère ou pour lutter contre l'érosion. C'est une plante bien connue comme espèce introduite et envahissante, largement répandue dans les prairies des États-Unis et du Canada.

## Statut
- Agropyron cristatum subsp. pectinatum (M.Bieb.) Tzvelev, 1970 figure parmi les espèces INPN du livre rouge de la flore menacée de France.

## Description
Agropyron pectiniforme est une plante herbacée formant des touffes denses, dont les tiges (chaumes) dressées peuvent atteindre  30 à 50 cm de haut à maturité. 
Les gaines foliaires sont scabres, et celles de la base sont pubescentes. Le limbe foliaire qui peut avoir jusqu'à 8 mm de large, est scabre à pubescent à la face supérieure.
L'inflorescence est un épi plat, long de 2 à 7 cm, composé d'épillets de 8 à 15 mm de long, comptant 3 à 5 fleurons.
Les glumes, de 4 à 6 mm de long, portent une arête à leur extrémité. Les glumelles (lemmes), de 4 à 6 mm de long, portent une arête ou non.

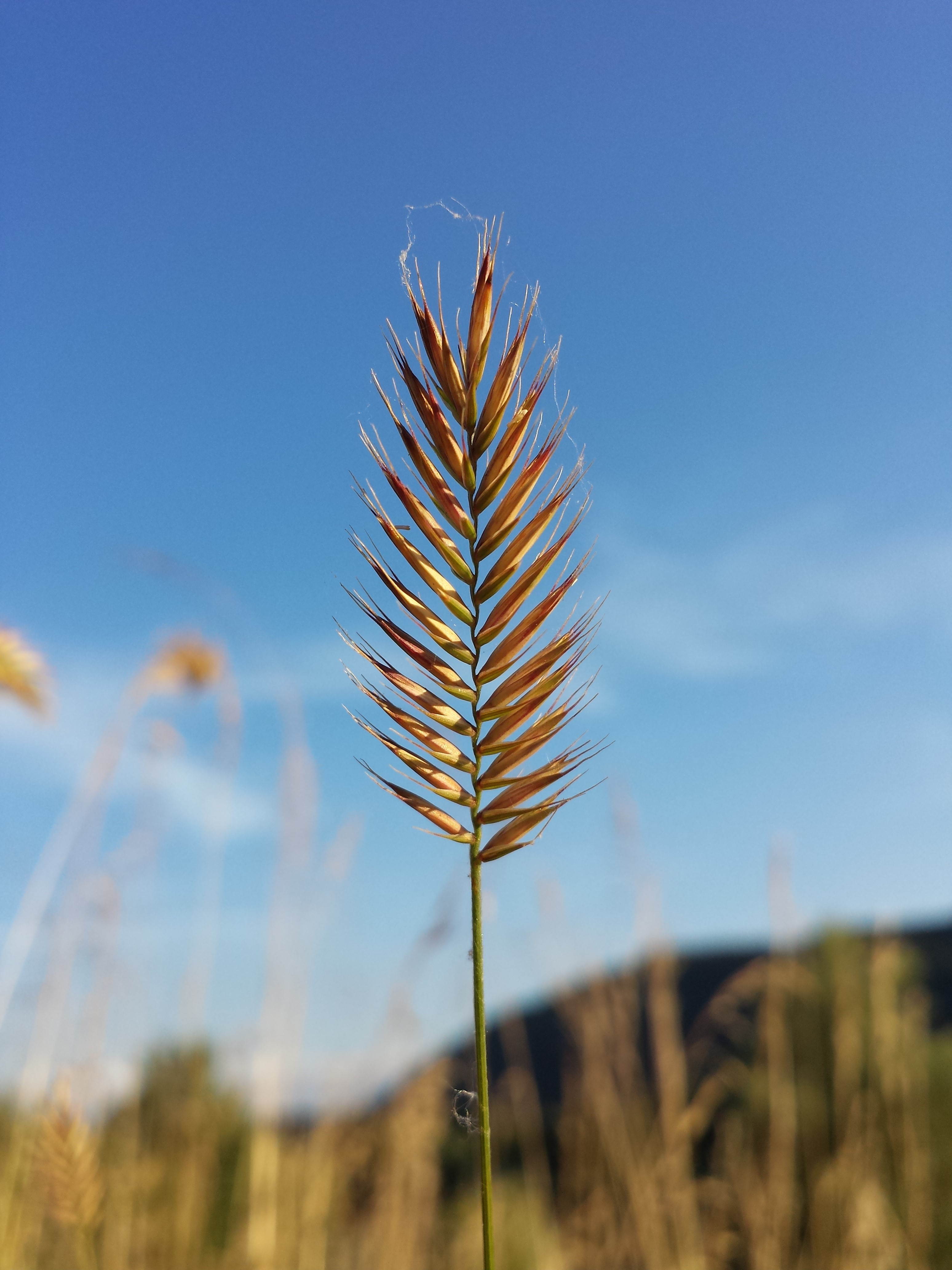
épi de face
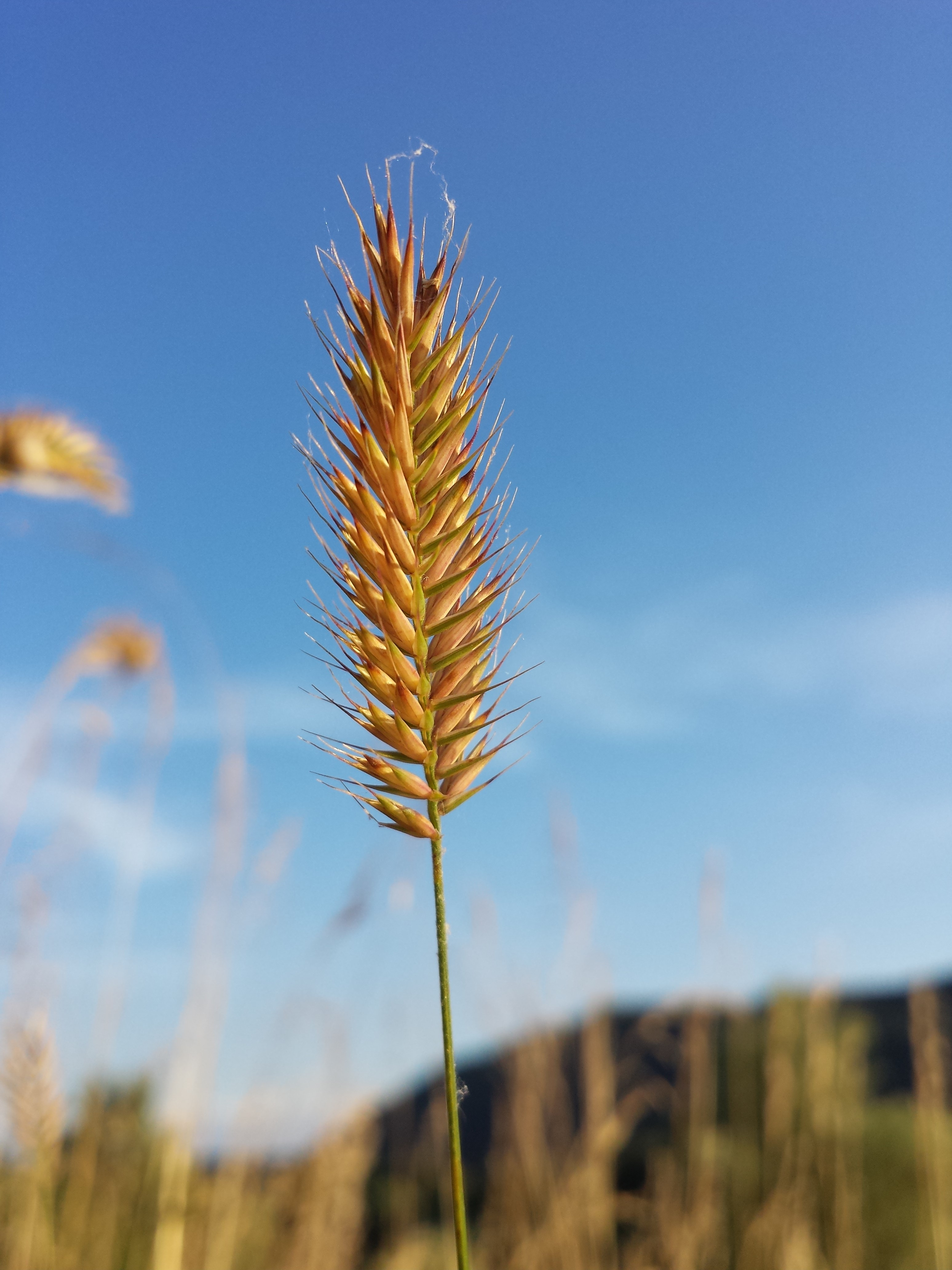
diagonale
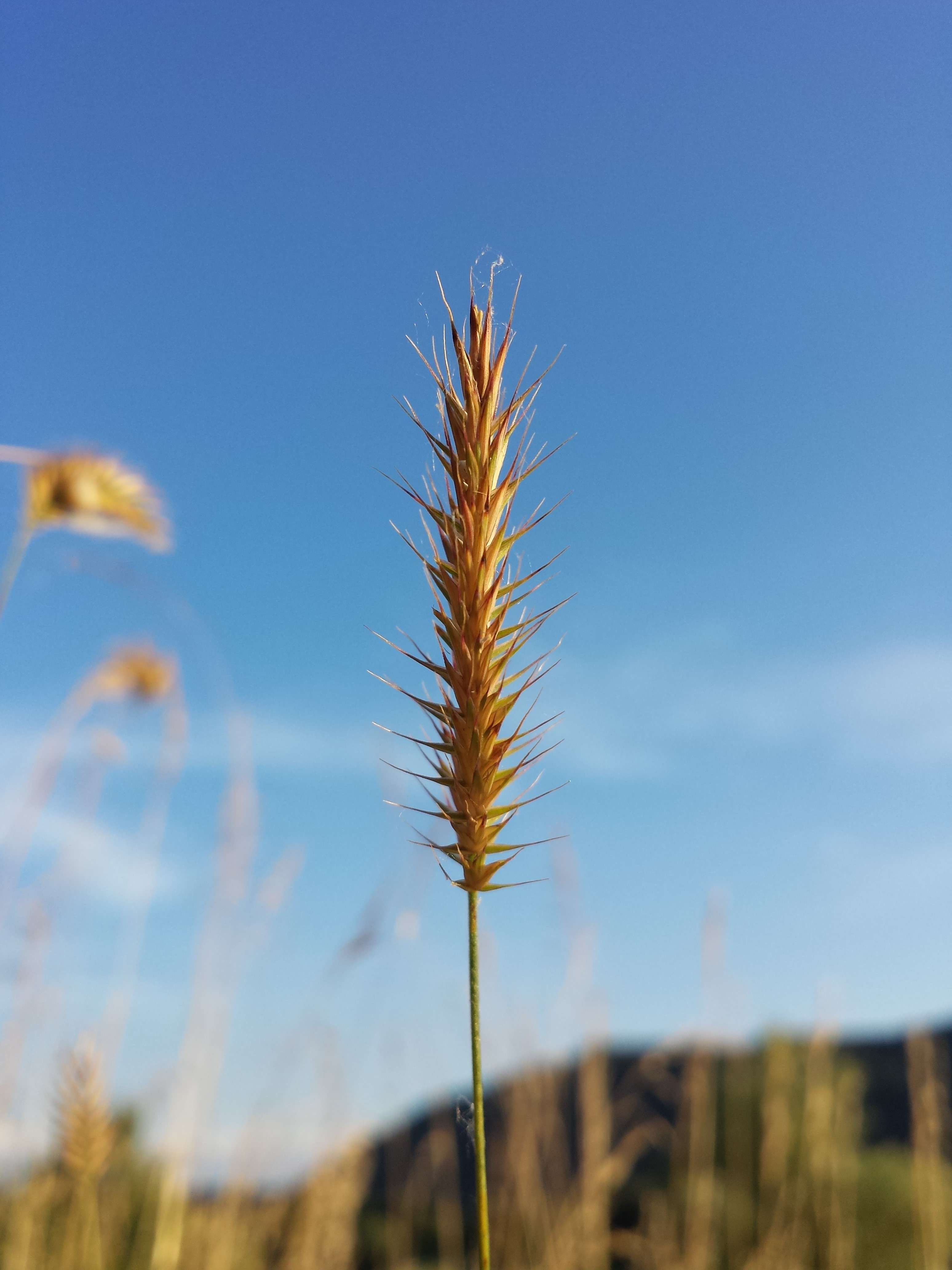
côté
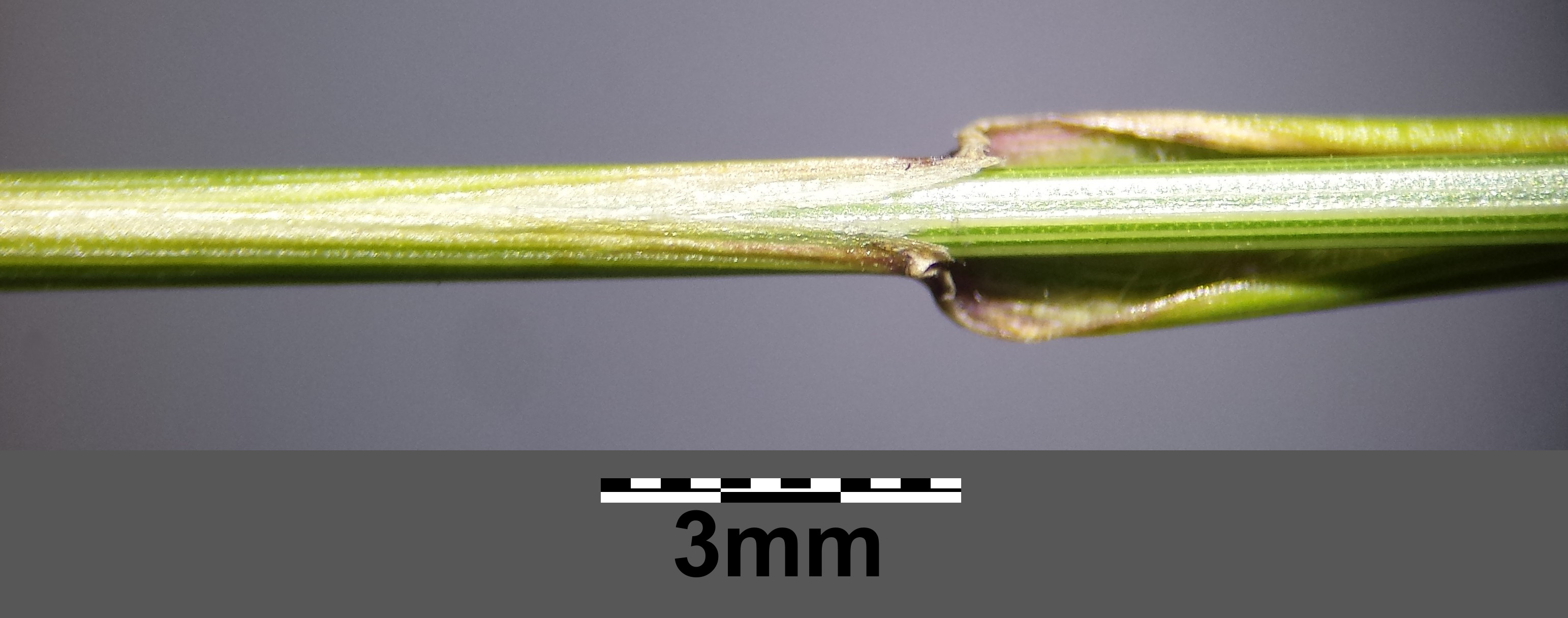
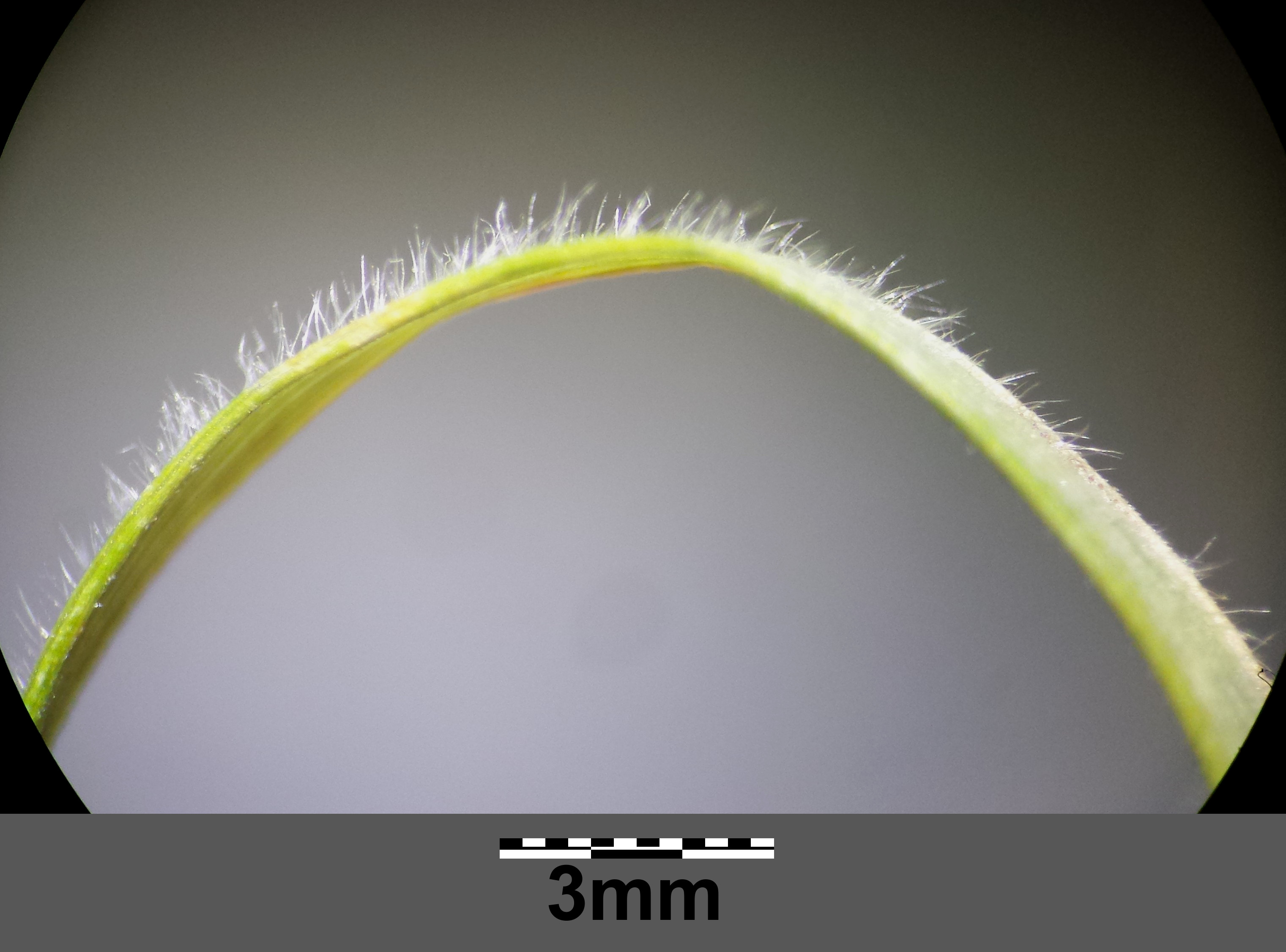
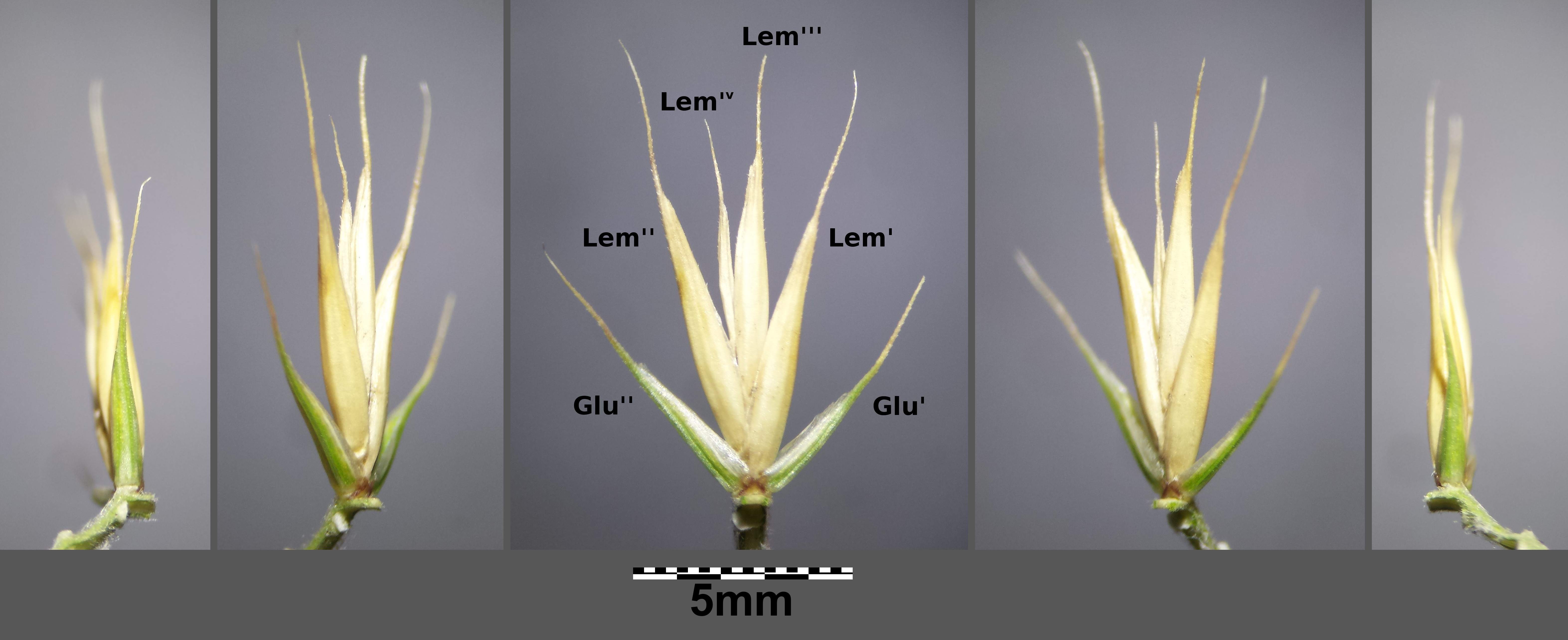

## Distribution
L'aire de répartition originelle d''Agropyron cristatum se trouve en Eurasie et comprend une vaste zone englobant les montagnes de l'Altaï, la Sibérie centrale, la Yakoutie et l'Extrême-Orient russe, la Mongolie et le nord de la Chine, le Japon, la Corée, le Pakistan, le sud-ouest de l'Asie et l'Europe. 
L'espèce a été introduite dans d'autres régions du monde où elle s'est naturalisée : Australasie, Amérique du Nord et du Sud, et Afrique du Nord. 